# Балог, Матиас Ласло
Матиас Ласло Балог (венг. Balogh Mátyás László; род. 5 октября 1999, Будапешт) — венгерский лучник, специализирующийся в стрельбе из олимпийского лука. Участник Олимпийских игр.

## Биография
Матиас Ласло Балог родился 5 октября 1999 года.
Закончил Университет физической культуры в Будапеште по специальности тренер.
Начал заниматься стрельбой из лука в 2007 году. Он рассказывал, что влюбился в этот вид спорта в детстве после того, как на фестивале в Сомбатхее увидел лучника-всадника.

## Карьера
В 2019 году Матиас Ласло Балог участвовал на чемпионате мира среди молодёжи в Мадриде, где дошёл до 1/8 финала и занял итоговое девятое место.
В 2021 году Матиас Ласло Балог выступил на чемпионате Европы в Анталии, где проиграл в первых раундов, став в итоге 57-м. В мае венгерский лучник принял участие на этапе Кубка мира в Париже, где выбыл в первом раунде. По результатам квалификационного турнира, который в июне также прошёл в столице Франции, Матиас Ласло Балог завоевал путёвку на личный турнир Олимпийских игр в Токио. Там он в первом же матче с сухим счётом проиграл олимпийскому чемпиону из Южной Кореи Ким У Джину.